# Maria Teresa Lamberti

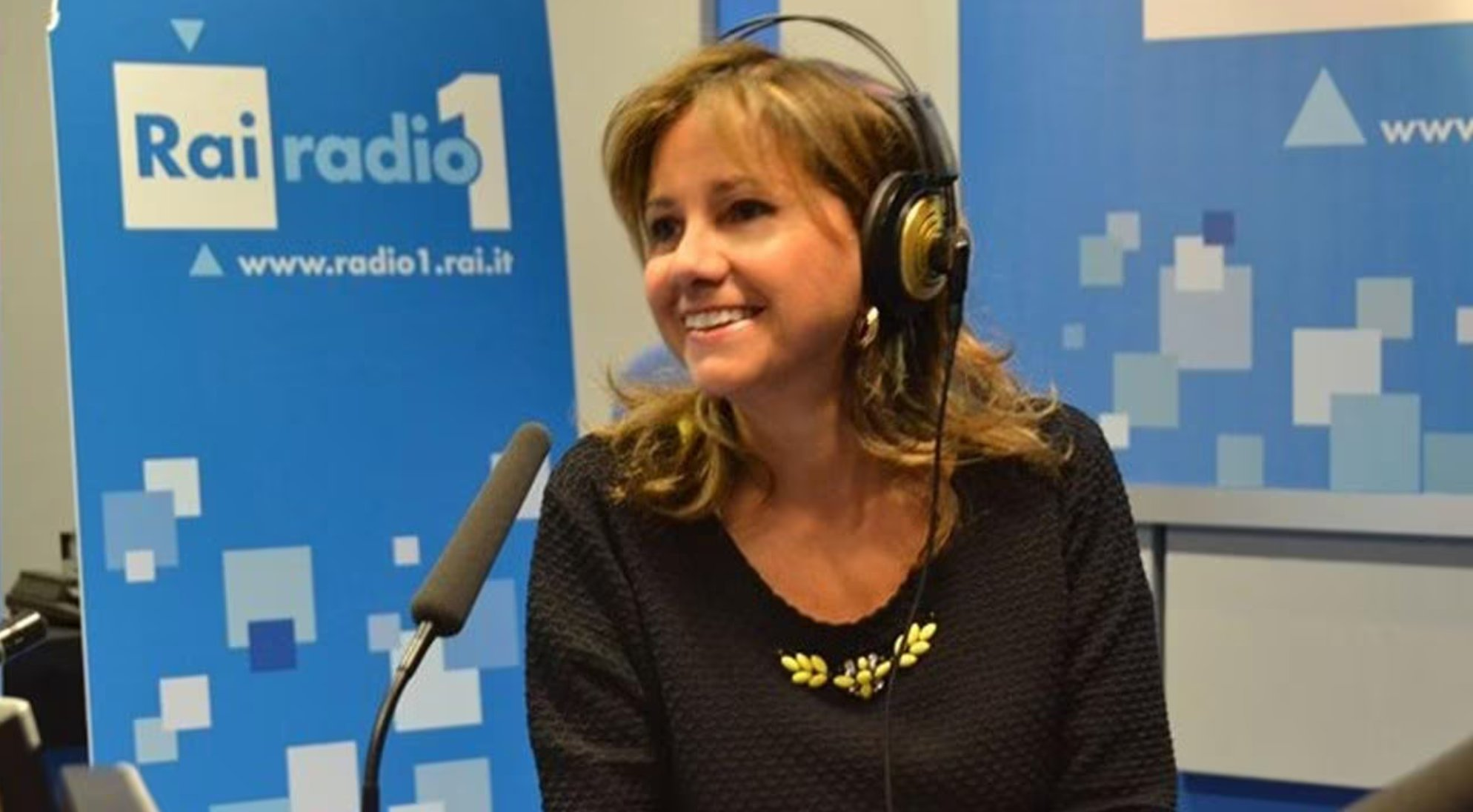
Maria Teresa Lamberti, una delle "voci storiche" di Radio RAI

Maria Teresa Lamberti (Roma, 7 giugno 1958) è una giornalista e conduttrice radiofonica italiana.

## Biografia
Dopo aver conseguito la maturità classica al Liceo Giulio Cesare di Roma, si è laureata in giurisprudenza all'Università La Sapienza.
Giornalista professionista dal 1989, con una forte passione per le inchieste e gli approfondimenti, ha intrapreso in un primo momento la carriera di redattore nel settore stampa, scrivendo per Il Gazzettino, il Corriere Medico (oggi Corriere della Sera – Salute), La Sicilia e Il Tempo.
Nel 1991 è passata dalla carta stampata al settore radiofonico, entrando in RAI e lavorando fino al 1994 presso la Direzione Servizi per l'Estero (DE). Conclusa questa esperienza, è passata alla redazione Cronaca e Società, dove è stata conduttrice dei fortunati programmi Inviato Speciale e Italia Sì, Italia No.
Nominata inviato speciale nel 1997, dal 2000 al 2005 è stata conduttrice e coautrice di Baobab, l'albero delle notizie su Radio Uno.
Nuovamente promossa nel gennaio 2006 al grado di Vice caporedattore, ha lavorato presso la redazione Cronaca del GR per oltre un anno, transitando successivamente alla redazione "Speciali" dove è rimasta per circa un anno e mezzo. In quest'ultimo incarico, si è occupata di inchieste ed approfondimenti per il programma Inviato Speciale, passando successivamente alla Redazione Rubriche. Voce storica del Giornale Radio, ha condotto con successo su Radio Uno RAI il programma quotidiano di informazione economica e attualità La Borsa e la Vita nonché il settimanale enogastronomico del sabato "A Tavola". Nel 2010 ha avviato il magazine radiofonico domenicale "Doppio Femminile" che per anni ha condotto con la showgirl Jo Squillo.
Caporedattore dal 2011, con la responsabilità delle Rubriche Sociali ha curato il contenitore "Area di Servizio - un pieno di informazioni su lavoro e integrazione sociale".
Assunta la direzione della Redazione Rubriche del Giornale Radio RAI nel 2014, ha creato il magazine "Mary Pop" che conduce nel weekend su Radio 1. Da gennaio 2017 è autrice e conduttrice anche di "Vittoria" programma quotidiano che (dapprima ogni pomeriggio e poi settimanalmente sulla prima rete radiofonica RAI) racconta le storie delle donne che ce l’hanno fatta, delle loro sfide, dei loro sacrifici, dei loro successi.
Accanto all'attività giornalistica, svolge anche attività pubblicistica e di docenza universitaria. È infatti coautrice di due pubblicazioni dedicate ai temi della sanità e delle truffe telematiche, che testimoniano la sua capacità di miscelare attualità, informazione e divulgazione. È inoltre stata docente di "Teorie e Tecniche del Linguaggio radiofonico e televisivo" nel corso di laurea in Communications Management (Scienze della Comunicazione) presso la Link Campus University of Malta, di Roma.

## Riconoscimenti
- Premio Archeoclub 1998, per i programmi Inviato Speciale e Italia Sì, Italia No.
- Premio Internazionale "San Valentino d'Oro" 2008, Terni per il programma Inviato speciale.
- Premio "Ampolla d'Oro" 2009, Siena, per il suo impegno giornalistico.
- 4ª edizione del "Premio L'Anello Debole – Radio, TV, Cinema, contro l'esclusione sociale" (finalista) per il programma Inviato speciale
- Premio Internazionale "Donne Eccellenti" 2011, Abano Terme.
- Ambasciatrice di "Telefono Rosa" per la tutela delle donne 2013 Roma
- Premio "Donne che ce l'hanno fatta" 2017, Stati Generali delle Donne, Roma
- Premio "Reporter del Gusto" 2017, Roma
- Premio Internazionale "Semplicemente Donna – Harmony Award" 2017, Cortona (Arezzo)
- Premio "Gen. Delio Costanzo" – "Uomini, donne, enti e istituzioni al servizio dei cittadini" 2018 – Venaria Reale (Torino)
- Premio "Storie di donne" 2018 –  Anzio (Roma)
- Premio "Contursi Terme" 2019 – XXIII Edizione – Contursi Terme (Salerno)
- Premio "Silvio Gigli" – Premio "Mario Celli" 2022 – XXXXI Edizione – Siena
- Premio Giornalistico del "Roero" - XXXV Edizione, 2023, Baldissero d'Alba (Cuneo)
- Premio Internazionale "Joe Petrosino" - XX Edizione, 2023, Padula (Salerno) - attestato di benemerenza per il significativo contributo alla diffusione della cultura della legalità

## Pubblicazioni
- SARS, guida pratica per saperne di più – EPC Libri, 2003
- TRUFFE.COM, come difendersi dalle frodi telematiche – Cairo Editore 2006